# Old Fort
Old Fort is een plaats (town) in de Amerikaanse staat North Carolina, en valt bestuurlijk gezien onder McDowell County.

## Demografie
Bij de volkstelling in 2000 werd het aantal inwoners vastgesteld op 963.
In 2006 is het aantal inwoners door het United States Census Bureau geschat op eveneens 963.

## Geografie
Volgens het United States Census Bureau beslaat de plaats een oppervlakte van
3,2 km², geheel bestaande uit land. Old Fort ligt op ongeveer 520 m boven zeeniveau.

## Plaatsen in de nabije omgeving
De onderstaande figuur toont nabijgelegen plaatsen in een straal van 20 km rond Old Fort.